# Sven Edvard Rodhe
Sven Edvard Rodhe, född 2 oktober 1911 i Lund, död 22 januari 1961 i Skara, var en svensk filosof. Han var son till biskopen i Lund, Edvard Magnus Rodhe. 
Rodhe blev filosofie kandidat 1933, filosofie licentiat 1936, filosofie doktor 1937 och teologie kandidat 1943. Han blev docent i praktisk filosofi vid Lunds universitet 1938. Från 1948 var han lektor i kristendomskunskap och filosofi vid Katedralskolan i Skara. Åren 1949–1951 uppehöll han professuren i filosofi vid Göteborgs högskola.
Rodhe skrev fackvetenskapliga arbeten i kunskaps- och värdeteori samt i religionsfilosofi. Han skrev även läroböcker för gymnasiets filosofiundervisning.
Sven Edvard Rodhe var från 1943 gift med Agnes Pettersson (1920−2014), dotter till oceanografen Hans Pettersson. Han är jämte hustru och son gravsatt på Norra kyrkogården i Lund.